# Ginés Salmerón
Ginés Salmerón Martínez (Sabadell, 15 de noviembre de 1972) es un ciclista español. Debutó como profesional en 1996 y se retiró en 2000.

## Palmarés
1993 (como amateur)
- Cursa Ciclista del Llobregat

1997
- 1 etapa de la Vuelta a Andalucía

## Resultados en las Grandes Vueltas y Campeonatos del Mundo
| Carrera         | 1996 | 1997 | 1998 | 1999 | 2000 |
| --------------- | ---- | ---- | ---- | ---- | ---- |
| Giro de Italia  | -    | -    | -    | 93.º | -    |
| Tour de Francia | -    | -    | -    | Ab.  | -    |
| Vuelta a España | -    | Ab.  | -    | -    | Ab.  |
| Mundial en Ruta | -    | -    | -    | -    | -    |

-: no participa

Ab.: abandono